# Argiolestes realensis
Argiolestes realensis е вид водно конче от семейство Megapodagrionidae. Видът е световно застрашен, със статут Уязвим.

## Разпространение
Разпространен е във Филипини.

## Описание
Популацията на вида е намаляваща.